# 伊藤蘭 通りすぎる夜に
伊藤蘭 通りすぎる夜に（いとうらん・とおりすぎるよるに）はニッポン放送で1980年4月7日から1982年4月2日まで放送されていたラジオのトーク番組。
トヨタ自動車の一社提供。

## 概要
1978年4月4日のキャンディーズ解散後、休業期間を経て1980年に本格的に活動を再開した伊藤蘭の再開後初のレギュラーラジオ番組。本番組で実質上の復帰であり、当時これは話題となってスポーツ新聞だけでなく一般紙上にも「ランちゃん、ラジオで復帰」といった内容の記事が掲載されていた。
週替わりで決められたひとつのテーマごとに進行され、主に伊藤自らのトークとリスナーからのはがき紹介などで構成。クリストファー・クロス、ダン・フォーゲルバーグなどAORの曲が良くかかっていた。絵本など書物の朗読の企画も行われ、2年間で500回以上放送された。
本番組の構成作家は共に当時新人だった、藤井青銅と向井勉の二人が担当。この二人に本番組のコンセプトとして、ディレクターの森谷和郎は「（伊藤蘭が）これから大人の女優として活動していくのにあたり、キャンディーズ時代のようなアイドル番組ではなく、自分のことが語れる大人の番組にしたい」といったことを話していたという。
自分は元々「しゃべるというのは苦手」として、本番組でのトークについて「“通りすぎる夜に”という番組名の通り、軽い雰囲気だから、自分の主張をしたいとか思ってなかった」「構えていたんじゃないけれど、自分で（どこまで話すか）範囲を決めちゃった所があって。後半はそれが少し広がったと思う」と、本番組が終了した直後のインタビューで話していたことがある。また、本番組に対する姿勢について以下のようにも語っている。
なお、本番組が終了して30年に当たる2012年12月27日に本番組を受け継ぐ特別番組『伊藤蘭 通り過ぎる季節に』を放送。更にその10年後の2022年9月28日から、伊藤にとって40年ぶりとなる同じニッポン放送でのレギュラー番組『伊藤蘭 RAN To You』がスタートしている。

## 放送されていた局
- ニッポン放送：月曜日 - 金曜日 24:20 - 24:30[2]
  - 1981年11月2日から最終回の1982年4月2日までは、夜ワイド番組『くるくるダイヤル ザ・ゴリラ』の内包番組として放送。
- 青森放送：月曜日 - 金曜日 21:25 - 21:35 （1980年10月〜1981年3月／1981年10月〜1982年4月）[6][7]
- 岩手放送：月曜日 - 金曜日 24:20 - 24:30 （1981年4月〜1981年9月）[6]
- 山陽放送：月曜日 - 金曜日 24:50 - 25:00 （1980年10月〜1982年4月）[6][7]
- 福井放送：月曜日 - 金曜日 21:15 - 21:25 （1981年10月〜1982年4月）[6][7]